# Országos jégkármérséklő rendszer

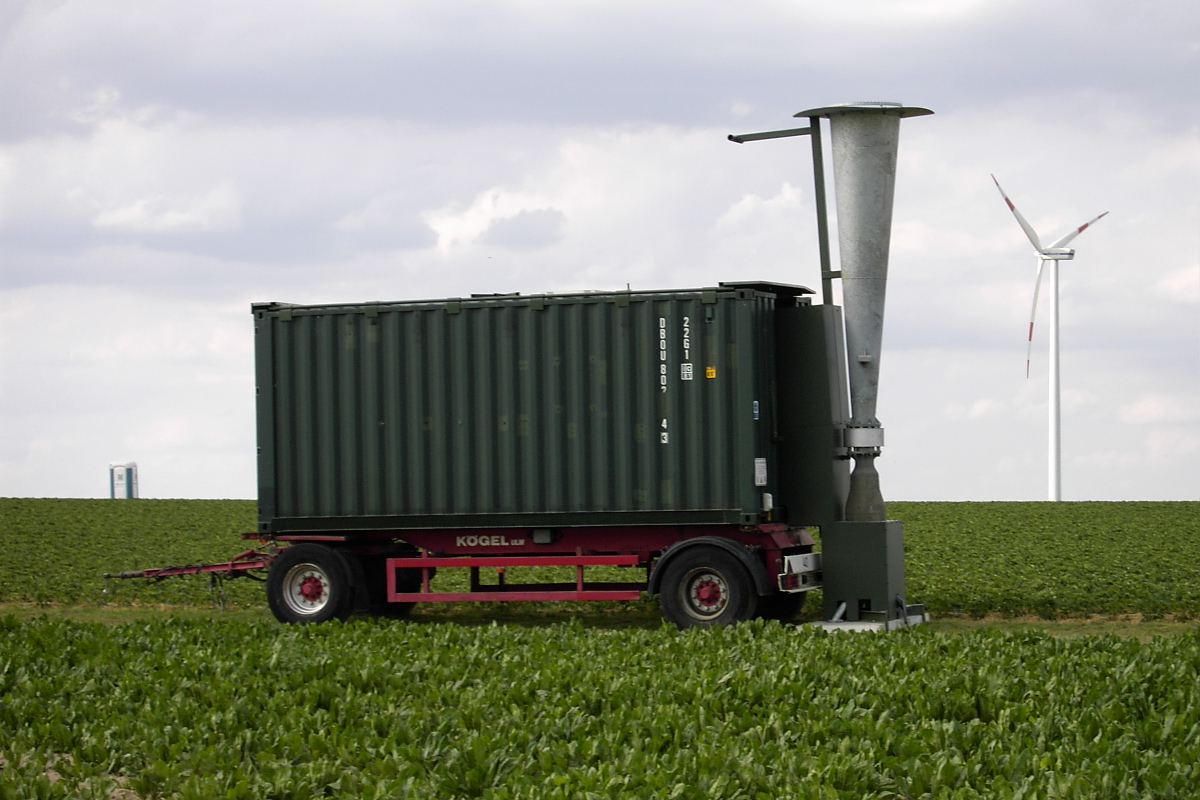
Jégkármentesítő ágyú Németországban

Az Országos jégkármérséklő rendszer egy Magyarországon működő időjárás befolyásoló rendszer, amelyet a mezőgazdasági területeken okozott jégkárok csökkentésére hoztak létre hazai, illetve uniós forrásból. A rendszer teljes kapacitással 2018. május elseje óta üzemel. A rendszer minden évben május elseje és szeptember 30-a között üzemel, de a működtetés időszakának meghosszabbításáról már tárgyalnak.

## Története
1946-ban Dr. Bernard Vonnegut(en) atmoszférakutató (Kurt Vonnegut író bátyja) és csapata rájött, hogy hogyan tudnak mesterségesen csapadékképződést kiváltani a felhőkben. A kísérleteikben sót illetve jódot használtak e folyamatok kiváltásához. A hatvanas években az amerikai hadsereg a vietnámi háborúban fegyverként alkalmazta az esőcsinálást. Az úgy nevezett Popeye-hadművelet során a délkelet-ázsiai országban kialakuló monszunidőszakot elnyújtották és súlyosabbá tették az esőzések okozta károkat, ezzel az ellenséges csapatok mozgását nehezítették. 1977-ben született meg az a nemzetközi megállapodás, amelynek értelmében az időjárás módosítását nem lehet bevetni katonai célra. A 2010-es évekre már 52 országban változtatják mesterségesen az időjárást, például Indiában és Oroszországban. Magyarországon a hatvanas években kezdődött az Állami Biztosító által finanszírozott jégkárelhárítás. 
A jégesők okozta károk mérséklésére a Dél-Dunántúlon 1991-ben a Dél-magyarországi Jégesőelhárítási Egyesülés kezdett el üzemeltetni jégkármérséklő rendszert. A NEFELA jégkár elhárító rendszer 141 talajgenerátor igénybevételével üzemel, melyek párologtatással juttatják a levegőbe az ezüst-jodidot. Ehhez a rendszerhez Baranya megyében nem, viszont Tolna és Somogy megyék területén további 55 jégkármérséklő eszközt telepítettek. Ezzel párhuzamosan egy diszpécserközpont üzemel Pécsett, ahonnan értesítik a rendszert üzemeltető gazdákat.

## Felépítése
A jégkármérséklő rendszer a következő elemekből áll: 222 automata jégkármérséklő talajgenerátor és 764 emberi közreműködés által működtetett, összesen 986 darab. A jégkármérsékléshez használhatnak különböző eszközöket is az ezüst-jodid célba juttatásához, mint például kisebb rakétákat, szállító vagy permetező repülőgépeket. Földrajzi eloszlásban nagyjából 10 kilométerenként található egy-egy jégkármérséklő talajgenerátor.
Bács-Kiskun vármegyében többek közt Helvécián és Soltvadkerten is üzemel jégkármérséklő talajgenerátor.
Békés Vármegyében is működik.
Borsod-Abaúj-Zemplén vármegyében 56 kézi indítású és 25 darab automata jégesőmentesítő talajgenerátor üzemel.
Heves vármegyében Kerecsenden és Demjénben is üzemel jégkármérséklő.

## Működése
Az Országos Meteorológiai Szolgálat által kiadott figyelmeztetések alapján az automata jégkármérséklő talajgenerátorok acetonos ezüst-jodidot bocsátanak ki a légkörbe, és ez az anyag két-három kilóméteres magasságban mesterséges lecsapódási pontokat alakít ki, amelyen apró szemű jégdarabok keletkeznek. Ezt a folyamatot hívják felhőmagvasításnak. A jégszemcsék sokkal nagyobb számban alakulnak ki, mint normál jégképződés esetén. Mivel az így képződött jégszemek sokkal kisebbek, mint a természetes úton képződöttek, ezért a levegőben, földet érés közben elolvadnak, vagy, ha nem, akkor is sokkal kisebb kárt okoznak a növényekben. A levegőbe kibocsátott acetonos ezüst-jodid a csapadékkal együtt a talajba jut, majd ott lebomlik. A párologtatással működő talajgenerátorok a jégeső kialakulása előtt néhány órával már elkezdik az ezüst-jodid levegőbe juttatását, ezáltal megindul a felhők szintjén a jégszemcse képződés.Ezek óránként egy liternyi bekevert oldatot párologtatnak el. Az OMSZ naponta három alkalommal ad információt a rendszer üzemeltetői számára minden esetben járási szintre lebontva. A dél-dunántúli régiót egy 265 km hatósugarú időjárási radar felügyeli.
Azokat a jégkármérséklő eszközöket, amelyeket emberi közreműködéssel üzemeltetnek, azokat képzett szakemberek kezelik. A rendszer üzemeltetője a Nemzeti Agrárgazdasági Kamara.

## Költsége
A rendszer kiépítésének költsége 2 milliárd forintba került, melyből 200 millió forintot az agrárkamarai tagdíjakból finanszíroztak, míg a fennmaradó részt a vidékfejlesztési program során kiírt pályázaton elnyert összeg biztosította.
Fenntartásának költségeit 1,5 milliárd forint éves összegre becsülik.
A kézi üzemű talajgenerátorok ára darabonként 500 000 forint, míg az automata üzeműeké 4 000 000 forint körüli. Az ezüst-jodid folyadék literenkénti ára 3000 forint.
Az automata üzemű jégkármérséklők működéséhez a területhasználatra bruttó 160 000 forintot adnak évente, míg a manuális üzemű talajgenerátorok üzemeltetői évi 320 000 forint összegű területhasználati és üzemeltetési díjat kapnak.

## Hatékonysága
Baranya megyében 1982 előtt évente átlagosan a megye területének 4,4 százalékát, azaz 195 négyzetkilométert érintett jégeső. A jégkármérséklés beindítása óta azonban ez az arány már a megye 1 százalékára csökkent le.